# 陈西林 (语言学家)
陈西林（英語：Eugene Chan, 1956年—）是一位香港语言学家，专门研究世界语言的记数系统。他最出名的身份是“世界语言数字系统”数据库的创建者和管理员，该数据库包含超过5,000种世界语言的数字列表。该数据库是目前世界上最大的记数系统相关语言系统。

## 生平
1956年出生于福建晋江市金井镇，1974年去菲律宾继承爷爷产业，中途停留香港读英文中学，读完职业学院的电子专业后成为一位电子工程师，1983年开始沉迷语言学，后拜访黄长著、孙宏开等语言学家。目前任职于马克斯·普朗克人类学研究所。

## 著作
- Ndimele, Ozo-mekuri; Chan, Eugene S.L. . Port Harcourt: M & J Grand Orbit Communications. 2016  [2024-09-12]. OCLC 949752166. doi:10.2307/j.ctvh8qznv. （原始内容存档于2024-06-25）.